# キレニア

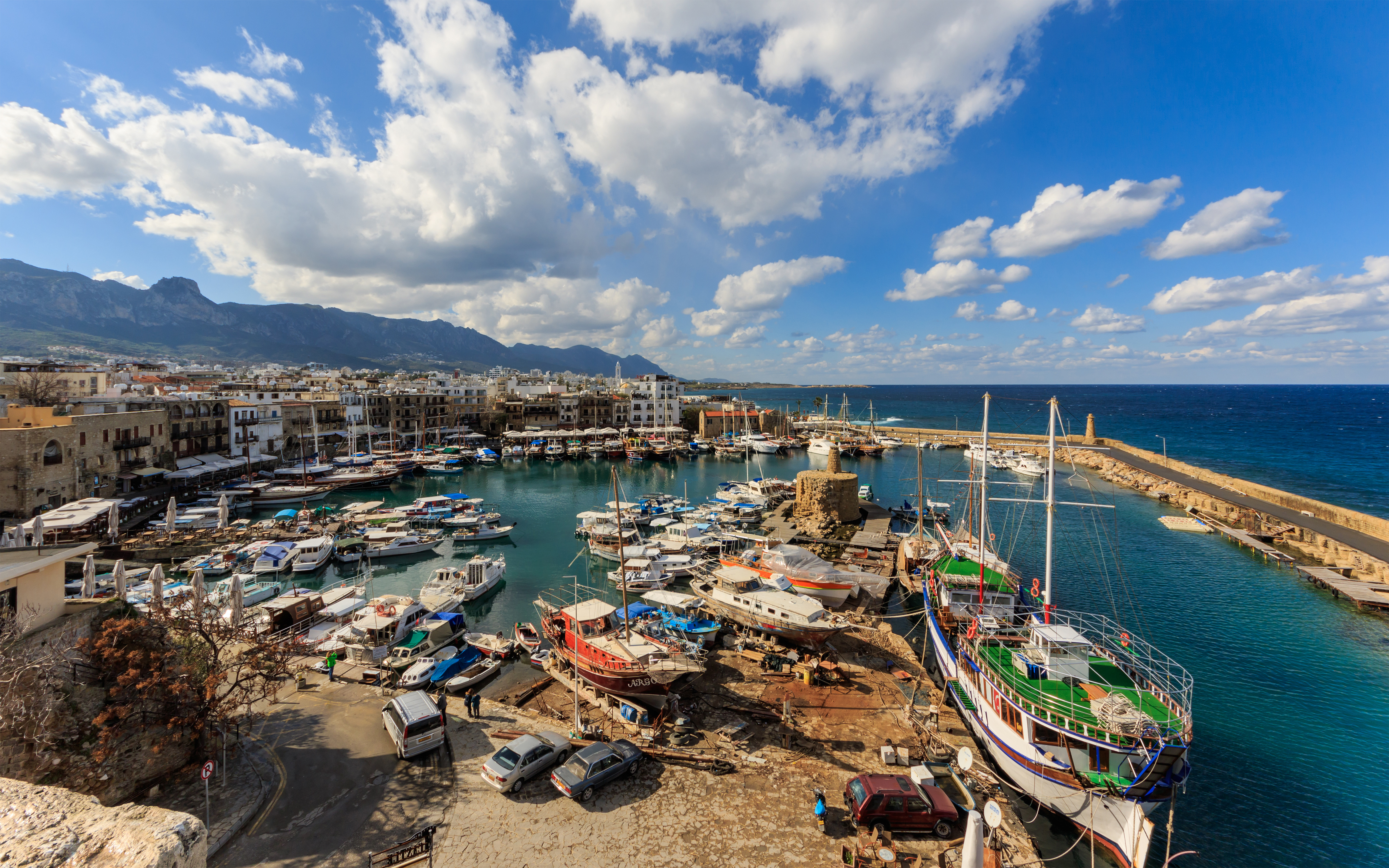
キレニアの港

キレニア（ギリシャ語：Κερύνεια、トルコ語：ギルネ Girne、英語：Kyrenia）はキプロス北部の地中海に面した町で、旧港と城塞で有名。北キプロス・トルコ共和国が支配しているキレニア地区（Kyrenia District）の首府である。フェニキア時代より商港があり、古代ローマ時代には海上交易の要衝である。東ローマ帝国（ビザンティン）時代に建設したキレニア城やベッラパイス修道院などがある。住民の人種構成はかつてはギリシャ系キプロス人が多かったが、現在ではトルコ系キプロス人が殆どでその他に少数の英国人とトルコ人となっている。

## 建築物
旧港東端に建っているキレニア城（Kyrenia Castle）は風光明媚な場所で、その歴史はビザンティンまで遡る。城はこの地の支配者であったビザンティン、十字軍、ヴェネツィア共和国、オスマン帝国や大英帝国などに引き継がれ利用されてきた。城壁内には、古代ローマの柱頭を用いた12世紀に建てられた聖堂や、紀元前4世紀の難破船の展示館（Kyrenia ship）がある。城の四隅にある巨大な円柱型の塔はヴェネツィア共和国時代に建てられたものもある。
聖ミカエル教会にはイコン博物館があり、その近くには岩肌を彫って造られた（Rock-cut tombs）4世紀頃の墓場がある。旧港付近では、港の奥には小さな教会があり、港の中央付近には敵襲来時に港を閉鎖するために使った鎖を取り付けるための塔がある。キレニア城の裏手にはアンドルー聖公会（英国国教会の教会）がある。

## 参考リンク
1. ↑  キレニア【Kyrenia】